# Le Passé (film, 2013)
Pour le film de Louis Feuillade, voir Le Passé.
Pour les articles homonymes, voir Le Passé.
Pour plus de détails, voir Fiche technique et Distribution.
Le Passé (titre en persan : گذشته, Gozashte) est un film dramatique français écrit et réalisé par Asghar Farhadi sorti en 2013. Il est sélectionné pour représenter l'Iran aux Oscars du cinéma 2014 dans la catégorie meilleur film en langue étrangère.

## Synopsis
Ahmad fait le voyage de Téhéran à Paris pour finaliser son divorce avec Marie, son épouse française. Il se lie d'amitié avec sa fille aînée, Lucie, qui est en conflit avec sa mère, car celle-ci est enceinte de Samir : il est encore marié et sa femme est dans le coma à la suite d'une tentative de suicide. Ahmad, en tentant d'apaiser la situation entre la mère et la fille, s'implique avec toutes les parties prenantes et fait surgir des éléments du passé.

## Fiche technique
- Titre : Le Passé
- Titre persan : گذشته (Gozashte)[2],[3]
- Titre international : The Past[2]
- Réalisation : Asghar Farhadi
- Scénario : Asghar Farhadi
- Directeur de la photographie : Mahmoud Kalari
- Montage : Juliette Welfling
- Décors : Claude Lenoir
- Costumes : Jean-Daniel Vuillermoz
- Musique : Evgueni Galperine et Youli Galperine
- Producteur : Alexandre Mallet-Guy
- Directeur de production : Frédéric Sauvagnac
- Sociétés de production : Memento Films Production, France 3 Cinéma, BIM Distribuzione, en association avec les SOFICA Cinémage 7, Indéfilms 1, Cofinova 9
- Sociétés de distribution : Memento Films Distribution, Métropole Films Distribution (Québec)
- Pays d’origine : France
- Langue : français, persan et italien
- Durée : 130 minutes
- Format : couleur – 1.85:1 – Stéréo
- Genre : Film dramatique
- Dates de sortie : 
  - France : 17 mai 2013 (Festival de Cannes 2013 et sortie nationale)
  - Québec : 31 janvier 2014

## Distribution
- Bérénice Bejo : Marie Brisson
- Ali Mossafa : Ahmad
- Tahar Rahim : Samir
- Pauline Burlet : Lucie
- Elyes Aguis : Fouad
- Jeanne Jestin : Léa
- Sabrina Ouazani : Naïma
- Babak Karimi : Shahryar
- Valeria Cavalli : Valeria
- Aleksandra Klebanska : Céline
- Jean-Michel Simonet : médecin
- Pierre Guerder : juge
- Anne-Marion de Cayeux : avocate

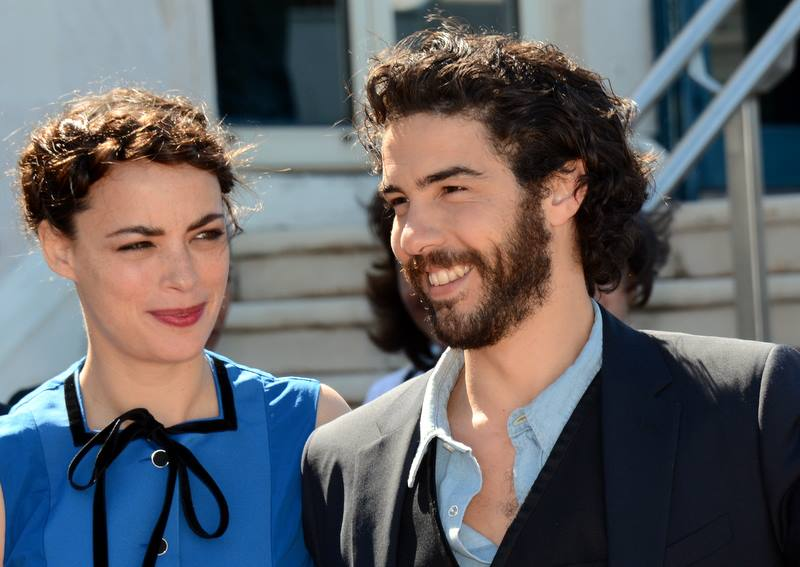
Bérénice Bejo et Tahar Rahim.

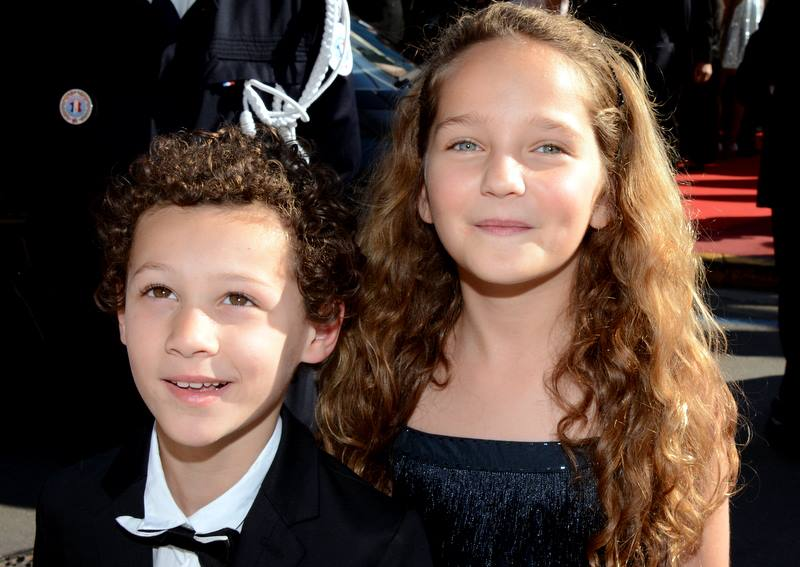
Les enfants Elyes Aguis et Jeanne Jestin.

- Eleonora Marino : collègue de Marie
- Jonathan Devred : agent à l'aéroport
- Sylviane Fraval : infirmière

## Production
Le Passé est écrit et réalisé par Asghar Farhadi et produit par Alexandre Mallet-Guy,. Ce film marque la première réalisation d’Asghar Farhadi en France ainsi que sa première présence à Cannes.

### Scénario
Selon le cinéaste iranien Mani Haghighi, cité par The New Yorker, le film est « une dramatisation d’un épisode de sa vie » qu’il vient de raconter à Farhadi : quelques années auparavant, Haghighi se serait rendu au Canada pour procéder aux formalités la divorce avec son ex, et « leurs retrouvailles eussent été étonnamment tumultueuses ». Bien que déclarant avoir emprunté le scénario depuis une histoire d’un ami, Farhadi ne la crédita pas à Haghighi et ne mentionna pas son nom.

### Choix des interprètes
Le rôle de Marie était à l'origine prévu pour Marion Cotillard, remplacée par Bérénice Bejo pour cause d'emploi du temps incompatible,.
D’après Mani Haghighi, le rôle d’Ahmad est au préalable proposé à lui. Ce dernier reçoit une formation de la langue française pour six mois ; mais finalement, Farhadi décide de choisir un autre interpréteur.

## Accueil

### Box-office
- France : 954 533 entrées[11]
- Monde : 1 527 194 entrées (9 pays)[12]

### Critique
L'agrégateur de critiques Rotten Tomatoes recense un taux d'approbation de 92% sur la base de 159 critiques, avec une note moyenne de 8,10⁄10. Sur Metacritic, le film obtient un score moyen de 85⁄100, basé sur 41 critiques. Quant au site Allociné, il recense une moyenne des critiques presse de 4,2⁄5, et des critiques spectateurs à 3,8⁄5.

## Distinctions
Le film est pressenti pour faire partie d'une sélection du Festival de Cannes 2013. Le 18 avril 2013, il est retenu dans la compétition principale, en lice pour la Palme d'or.

### Récompenses
| Année | Cérémonie ou récompense                           | Prix                                               | Nommé(e)s      |
| ----- | ------------------------------------------------- | -------------------------------------------------- | -------------- |
| 2013  | Festival de Cannes                                | Prix du jury œcuménique                            | Asghar Farhadi |
| 2013  | Festival de Cannes                                | Prix d'interprétation féminine                     | Bérénice Bejo  |
| 2013  | Festival de Melbourne                             | People's Choice Award du meilleur film (2e place)  | -              |
| 2013  | National Board of Review Awards                   | Meilleur film en langue étrangère                  | -              |
| 2014  | Festival de Palm Springs                          | Meilleure actrice dans un film en langue étrangère | Bérénice Bejo  |
| 2014  | Cérémonie des Chlotrudis Awards                   | meilleur réalisateur                               | Asghar Farhadi |
| 2014  | Cérémonie des Chlotrudis Awards                   | meilleur scénario original                         | Asghar Farhadi |
| 2014  | Cérémonie des Motion Picture Sound Editors Awards | Meilleur montage son d'un film en langue étrangère | -              |
| 2014  | Prix Jacques-Prévert du scénario                  | Scénario original                                  | Asghar Farhadi |

### Nominations
| Année | Cérémonie ou récompense                              | Prix                              | Nommé(e)s         |
| ----- | ---------------------------------------------------- | --------------------------------- | ----------------- |
| 2013  | AFI Fest                                             | -                                 | -                 |
| 2013  | Festival des Hamptons                                | -                                 | -                 |
| 2013  | Festival de Vancouver                                | -                                 | -                 |
| 2013  | Washington D.C. Area Film Critics Association Awards | Meilleur film en langue étrangère | -                 |
| 2014  | Festival de Palm Springs                             | -                                 | -                 |
| 2014  | Cérémonie des Critics' Choice Movie Awards           | Meilleur film en langue étrangère | -                 |
| 2014  | Cérémonie des Golden Globes                          | Meilleur film en langue étrangère | -                 |
| 2014  | Cérémonie des Satellite Awards                       | Meilleur film en langue étrangère | -                 |
| 2014  | Cérémonie des Césars                                 | Meilleur film                     | -                 |
| 2014  | Cérémonie des Césars                                 | meilleur réalisateur              | Asghar Farhadi    |
| 2014  | Cérémonie des Césars                                 | Meilleure actrice                 | Bérénice Bejo     |
| 2014  | Cérémonie des Césars                                 | Meilleur scénario original        | Asghar Farhadi    |
| 2014  | Cérémonie des Césars                                 | Meilleur montage                  | Juliette Welfling |

### Sélections
| Année | Cérémonie ou récompense | Résultat                                         | Nommé(e)s |
| ----- | ----------------------- | ------------------------------------------------ | --------- |
| 2013  | Festival de Cannes      | Sélection officielle                             | -         |
| 2013  | Festival de Sydney      | Sélection « Special Presentations at the State » | -         |
| 2013  | Festival de Toronto     | Qélection « Special Presentations »              | -         |
| 2013  | Prix Louis-Delluc       | Sélection officielle                             | -         |